# 松田かりな
松田 かりな（まつだ かりな、1985年7月7日 - ）は、日本のグラビアアイドル。

## 来歴
日出女子学園高等学校卒業。
1999年に岡田夏里七名義でデビュー。お菓子系グラビアやアイドルユニット「パレット」などで活動した。2002年春には『美少女戦士セーラームーン』ミュージカルにおける主要キャラクター・セーラージュピター役に選出されたが、「都合により」夏の公演をキャンセル。そのまま復帰せず、臨時代役だった渡辺舞が後任となった。
2005年に松田かりな名義となり、翌年5月に久々の新作DVD『無垢』を発売。
2006年9月にそれまでの所属事務所・オフィスチェリーから分離した関連事務所・OCEANエンタテイメントを設立。アイドル活動の傍ら自ら代表取締役に就任した。

## 出演

### テレビ番組
- パオパオ アソビ★クリエイターズ（BS日テレ）
- グラビアの美少女（MONDO21）
- 桜の木の下で…（2008年5月26日-31日、スカイパーフェクトTV）

## 作品

### イメージビデオ
- 岡田夏里七 大人になれば ときめきアイドル白書41（2000年12月、英知出版）
- 木の花さくや姫 ファーストビデオ（オフィス秀明） - 吉沢萌・桜木美香とのユニット「木の花さくや姫」名義
- 松田かりな 無垢（2006年5月19日、日本メディアサプライ）
- 松田かりな KARINA STYLE（2006年11月8日、ユニバーサルミュージック）

### 写真集
- 思春期倶楽部2 木の花さくや姫写真集（2001年8月25日、三和出版）
- あしながお嬢さん 岡田夏里七写真集（2002年1月、ぶんか社） - 鯨井康雄撮影

## 参考
1. ↑  DVD『松田かりな KARINA STYLE』（ユニバーサルミュージック）